# Perfil de cores ICC
Um perfil ICC é um arquivo que descreve as capacidades e limitações dos dispositivos que geram cor. Assim tornam possível aproximar a reprodução de cores produzidas e percebidas entre equipamentos desde scanner ao monitor passando por impressoras de provas, e também simular a aparência de imagens de máquinas impressoras.
Vários aplicativos podem interpretar perfis ICC em uma imagem para manter a consistência de cor por diferentes aplicativos, plataformas e dispositivos.